# Лотар II фон Аре-Хохщаден
Лотар II фон Аре-Хохщаден (на немски: Lothar II von Ahr-Hochstaden; * пр. 1210; † 1237/2 ноември 1242/1243/1246) е граф на Аре-Хохщаден (1222 – 1243).

## Произход
Той е син на граф Лотар I фон Аре-Хохщаден († пр. 1214) и съпругата му Матилда (Мехтилд) фон Вианден († 1241), дъщеря на граф Фридрих III фон Вианден († 1220) и Мехтилд фон Нойербург († сл. 1200). Брат е на Конрад († 1261) архиепископ на Кьолн (1238 – 1261).

## Фамилия
Лотар II фон Аре-Хохщаден се жени пр. 1216 г. за Маргарета фон Гелдерн († сл. 1264), дъщеря на граф Ото I фон Гелдерн и Рихардис Баварска. Те имат две деца:
- Дитрих/Теодерих II фон Аре-Хохщаден († между 18 март 1244 и 11 януари 1246), граф на Хохщаден, женен ок. 1240 г. за Берта фон Лимбург (* ок. 1225; † 20 април 1254), дъщеря на Валрам V фон Лимбург-Моншау 'Дългия' († 1242) и Елизабет фон Бар († 1262)
- Герхард фон Аре-Хохщаден (* пр. 1237; † 1242/1246)